# Callisthenia truncata
Callisthenia truncata är en fjärilsart som beskrevs av Forbes 1939. Callisthenia truncata ingår i släktet Callisthenia och familjen björnspinnare. Inga underarter finns listade i Catalogue of Life.